# بیمناکی (فیلم ۲۰۰۱)
«بیمناکی» (انگلیسی: Lajja) فیلمی هندی در سبک درام است که در سال ۲۰۰۱ منتشر شد.

## بازیگران
- اجی دیوگن
- آنیل کاپور
- جکی شروف
- مدوری دیکشیت
- ماهیما چودری
- رکا